# Zerotulidae
Zerotulidae là một họ ốc biển trong nhánh Littorinimorpha.

## Các chi
- Chi Zerotula H. J. Finlay, 1926
  - Zerotula incognita Warén & Hain, 1996